# Örökkön örökség
Az Örökkön örökség (eredeti cím: Easy Money)  1983-ban bemutatott amerikai filmvígjáték, amelyet James Signorelli rendezett. A zenéjét Laurence Rosenthal szerezte, a producere Estelle Endler és John Nicolella volt, a főszerepben Rodney Dangerfield látható. Az Easy Money Associates készítette, az Orion Pictures forgalmazta.
Amerikában 1983. augusztus 19-én mutatták be a mozikban.

## Cselekmény
Montgomery „Monty” Capuletti egy keményen élő, sokat ivó, füvet szívó, szerencsejátékos családapa, aki gyerekek fotósaként keresi kenyerét a Staten Island-i New Dorpban (New York). Szereti feleségét, Rose-t, de nagyon feszült a viszonya gazdag, sznob anyósával, Mrs. Monahan-nel, aki egy sikeres áruházláncot vezet, és utálja, ahogyan Monty viselkedik és ahogyan él. Monty és felesége családja között ráadásul etnikai rivalizálás is van, hiszen ő olasz származású, ők pedig írek.
A felelőtlen Monty még az esküvői tortát sem tudja úgy leszállítani az eljegyzett lányának, Allisonnak, hogy ne rontaná el. Ő és legjobb barátja, Nicholas "Nicky" Cerone marihuanát szívnak autóvezetés közben, és egy kisebb balesetben tönkremegy a torta. Allison és Julio esküvője ennek ellenére zökkenőmentesen lezajlik.
Mrs. Monahan váratlanul meghal, és a családjára örökség vár. Scrappleton ügyvéd elárulja, hogy Mrs. Monahan a végrendeletében hagyott egy kikötést, miszerint ha Monty egy éven át képes megfékezni a vétkeit azzal, hogy diétázik, lemond a drogokról és a szerencsejátékról, akkor 10 millió dollárt kap. Ha nem, a család sem kap semmit. Monty szerencsejátékos- és ivócimboráit is érdekli, hogy Monty képes lesz-e mindenről lemondani, és fogadásokat kötnek arra, hogy sikerül-e neki.
Monty és Nicky elmennek az anyós áruházába, ahol számukra kínos megjelenésű divatholmikat találnak, olyan vásárlóközönséget kiszolgálva, akik között nyilvánvalóan nincs olyan, mint Nicky és Monty. Nicky azzal érvel, hogy lehet, hogy Montynak nem éri meg, ha ilyen légkörnek lesz kitéve, de Monty rámutat, erősnek kell lennie, hogy ne csak őt, hanem a feleségét és a lányait is el tudja tartani.
Közben Mrs. Monahan ármánykodó unokaöccse, Clive Barlow mindent megtesz, hogy aláássa Monty elhatározását, hogy a pénzt és az áruházat megörökölje.
Monty végül végigcsinálja az 1 évet és megjavul. Amikor az egész év letelik, ő és a család egy hajó fedélzetén ünnepel. Legnagyobb bánatára azonban váratlanul a halottnak hitt anyós is felbukkan. A nő megrendezte a saját halálát, csupán azért, hogy rávegye hanyag vejét, hogy rendbe szedje magát. Végül mégis odaadja a pénzt Montynak, mert az betartotta az ígéretét.
Most már gazdagon Monty és családja egy kastélyban él. Mrs Monahan még mindig ura a helyzetnek, megtagadja Montytól a desszertet és a kávét, majd megparancsolja, hogy a hűtőben talált sört dobja ki. Monty vidáman beleegyezik mindegyik intézkedésbe, majd közli, hogy sétálni indul. Mrs. Monahan kárörvendően nyilatkozik tetteiről, és arról, hogy lánya legnagyobb bánatára végre kézben tartja Montyt. Monty azonban valójában a ház alatti titkos rejtekhelyre vonul, hogy csatlakozzon Nickyhez és barátaihoz pizzázni, pókerezni és sörözni.

## Szereplők
| Szereplő          | Színész(nő)          | 1.magyar hang   | 2. magyar hang |
| ----------------- | -------------------- | --------------- | -------------- |
| Monty Capuletti   | Rodney Dangerfield   | Hollósi Frigyes | Barbinek Péter |
| Nicky Cerone      | Joe Pesci            | Józsa Imre      | Kapácsy Miklós |
| Mrs. Monahan      | Geraldine Fitzgerald | Pásztor Erzsi   | Csíky Ibolya   |
| Rose Capuletti    | Candy Azzara         | Andai Györgyi   | Grúber Zita    |
| Louie             | Val Avery            |                 | Pálfai Péter   |
| Paddy             | Tom Noonan           |                 | Hanyecz Róbert |
| Julio             | Taylor Negron        |                 | Háda János     |
| Allison Capuletti | Jennifer Jason Leigh |                 | Dudás Eszter   |
| Bártulajdonos     | Paul Herman          |                 |                |

## Fordítás
- Ez a szócikk részben vagy egészben  az   Easy Money (1983 film) című angol Wikipédia-szócikk fordításán alapul.  Az eredeti cikk szerkesztőit annak laptörténete sorolja fel. Ez a jelzés csupán a megfogalmazás eredetét és a szerzői jogokat jelzi, nem szolgál a cikkben szereplő információk forrásmegjelöléseként.